# Roznov (Neamţ)
Roznov er en by i distriktet   Neamț i Vest Moldavien, Rumænien. Roznov blev en by i 2003 og har 8.133 (2021) indbyggere. Byen administrerer to landsbyer, Chintinici og Slobozia.

## Geografi
Byen ligger i den centrale-sydlige del af distriktet, 15 km sydøst for distriktsbyen, Piatra Neamț. Den ligger i den nordlige del af Cracău-Bistrița-sænkningen  på bredden af floden Bistrița og dens bifloder, floderne Calul og Iapa.
Roznov gennemkøres af den rumænske nationalvej DN15, og en jernbanestation, der betjener CFR Piatra Neamț - Bacău jernbanen.
- Sankt Nicolae-kirken  i Roznov
- Heltemonument